# Thesium euphorbioides
Thesium euphorbioides är en sandelträdsväxtart som beskrevs av Berg.. Thesium euphorbioides ingår i släktet spindelörter, och familjen sandelträdsväxter. Inga underarter finns listade i Catalogue of Life.